# Frankenstein und die Monster aus dem All
Frankenstein und die Monster aus dem All (japanisch 怪獣総進撃, Kaijū Sōshingeki, deutsch „Monster-Generalangriff“) ist ein japanischer Fantasyfilm aus dem Jahr 1968 um das japanische Filmmonster (Kaijū) Godzilla.

## Handlung
Der Film spielt im damals in der Zukunft liegenden Jahr 1999. Die Menschen haben auf dem Mond eine Raumbasis eingerichtet; Godzilla und seine Monsterfreunde sind auf einer Insel untergebracht, auf der sie von Wissenschaftlern des United Nations Scientific Council (UNSC) überwacht werden.
Doch eines Tages werden die auf der Insel arbeitenden Wissenschaftler durch ein rätselhaftes ausströmendes Gas bewusstlos. Trotz der auf der Insel installierten Sicherheitstechnik brechen die Monster aus: Godzilla überfällt das UN-Gebäude in New York, Gorosaurus zerstört den Triumphbogen in Paris, Flugsaurier Rodan den Kreml in Moskau, während Seeschlange Manda London heimsucht und Riesenmotte Mothra in China ein Zugunglück verursacht. Lt. Katsuo reist mit seinen Kollegen von der Mondstation an, um die Vorfälle zu untersuchen. Dort findet er den Wissenschaftler Dr. Otani und dessen Assistentin Kyoko vor. Dr. Otani enthüllt, dass die Monster von ihm gesteuert werden. Da erscheint die Königin der Kilaaker, einer außerirdischen, ausschließlich aus Frauen bestehenden Zivilisation, und offenbart, dass ihr Volk nun über die Erde herrschen wird. Ihr Einsatz von Gas gegen Katsuo und seine Leute scheitert jedoch an deren Gasmasken.
Als Dr. Otani sich wenig später bei einem Verhör aus dem Fenster in den Tod stürzt, stellt sich heraus, dass auch er von den Kilaakern ferngesteuert wurde. Dies bringt Katsuo auf die Idee, nach der Kommandozentrale der Kilaakern zu suchen, um von dort aus die Monster von weiteren Zerstörungen abzuhalten. Katsuo und seine Leute dringen in die auf dem Mond befindliche Kommandozentrale ein und schaffen es trotz der Gegenwehr der Kilaaker, den die Monster steuernden Apparat zu zerstören. Die Monster, die sich in der Zwischenzeit in Tokio versammelt haben, sind nun eigenständig und setzen ihren Weg zum Fuji fort. Dabei müssen sie sich gegen das dreiköpfige Flugmonster King Ghidorah sowie ein Flammen werfendes UFO zur Wehr setzen, besiegen aber diese sowie die restlichen Kilaaker. Danach können sie auf der Monsterinsel friedlich weiterleben.

## Hintergrund
Bei Frankenstein und die Monster aus dem All handelte es sich um den zwanzigsten Kaijū-Film der Tōhō und dem 9. Eintrag um Filmmonster Godzilla. Trotz des deutschen Titels hat der Film nichts mit der von Mary Shelley erdachten Figur des Wissenschaftlers zu tun, der bestrebt ist, ein künstliches menschliches Wesen zu erschaffen. Der deutsche Verleih wählte diesen Filmtitel lediglich der Werbewirksamkeit wegen; zur Erklärung wird in der deutschen Fassung des Films Frankenstein als „Mann, der über allem steht“ erwähnt.
Nachdem die von Regisseur Jun Fukuda gedrehten Vorgängerfilme Frankenstein und die Ungeheuer aus dem Meer sowie Frankensteins Monster jagen Godzillas Sohn vom Publikum negativ aufgenommen worden waren, übernahm bei Frankenstein und die Monster aus dem All wieder Ishirō Honda, der 1954 den originalen Godzilla-Film gedreht hatte (siehe Godzilla), die Regie. Die Filmmusik stammt von Akira Ifukube, der bis dahin bereits die Musiken für die meisten Godzilla-Filme geschrieben hatte; er sah sich bei Frankenstein und die Monster aus dem All in der Tradition des von Richard Wagner etablierten Leitmotivs, indem er jedem Monster ein eigenes musikalisches Thema zuwies. Eiji Tsuburaya, der mit Godzilla erfahrene Fachmann für Spezialeffekte, konnte, u. a. aus gesundheitlichen Gründen, die tricktechnische Arbeit an Frankenstein und die Monster aus dem All lediglich überwachen; der ausführende Tricktechniker des Films war Teishō Arikawa (Rufname von Sadamasa Arikawa in der gleichen japanischen Schreibweise), der lange Zeit Tsuburayas Effekt-Kameramann gewesen war. Frankenstein und die Monster aus dem All sollte eigentlich der letzte Godzilla Film werden, Tōhō hatte sich jedoch nach dem großen Erfolg umentschieden. Mit diesem Erfolg kam rund ca. 2 Millionen US-Dollar in die Kinokasse von Japan herein. (Bei einem Budget von 2,5 Millionen US-Dollar)

## Kritiken
Der Film hat relativ positive Kritik erhalten. So bewerteten die Kritiker auf der Webseite Rotten Tomatoes den Film zu 80 Prozent positiv. Auch ein gutes Ergebnis erhielt der Film beim Publikum, 67 Prozent fanden den Film gut.

„Fantasievoller, trickreicher Science-Fiction-Film mit großartiger Farbgestaltung, aber Schwächen in der Dramaturgie.“

## Erstaufführungen
- Japan: 1. August 1968
- USA: 23. Mai 1969
- Deutschland: 27. Januar 1971